# Narada (platenlabel)
Narada is een Amerikaans platenlabel, waarop vooral hedendaagse jazz uitkomt.
Het label werd in 1983 opgericht als een label voor new age-muziek. In de jaren erna ging het ook andere muziek uitgeven die uiteindelijk gingen verschijnen op allerlei sublabels, waaronder jazz, wereldmuziek, Keltische muziek en flamenco. In 1997 werd het label met zijn sublabels gekocht door EMI en ondergebracht onder de poot Virgin Records. De sublabels verdwenen enkele jaren later, albums verschenen nu gewoon onder de naam 'Narada'. De eveneens in 1997 gekochte labels Higher Octave en Back Porch Records (voor folk en Americana) werden in 2004 opgenomen in Narada, maar werden als sublabels gehandhaafd. In 2006 werd Narada overgeheveld naar Blue Note, dat zelf onderdeel uitmaakt van de Universal Music Group. Narada ging zich nu concentreren op hedendaagse jazz, terwijl new age-muziek voortaan werd uitgebracht op Higher Octave. Tot 2008 bracht Narada in Amerika in licentie platen van Peter Gabriels wereldmuziek-label Real World Records uit.
Artiesten op het label waren of zijn onder meer: 
- Alasdair Fraser
- Altan
- Artie Traum
- Azam Ali
- Billy McLaughlin
- Bradley Joseph
- Brenda Russell
- David Arkenstone
- David Lanz
- Don Ross
- Down to the Bone
- Flora Purim
- Jeff Lorber
- Jesse Cook
- John Doan
- Joyce Cooling
- Judith Pintar
- Kate Price
- Kathy Mattea
- Keiko Matsui
- Kim Robertson
- Lila Downs
- Michael Jones
- Oscar Lopez
- Paul Cardall
- Peter Buffett
- Scott Wilkie
- Steve Cole
- Tingstad & Rumbel
- Tony Levin
- Toots Thielemans
- Urban Knights
- Vas